# قدوشیم
لاویان ۲۰ (انگلیسی: Kedoshim) یا قدوشیم، به معنای «قدیس‌ها»، از قوانین تقدس و رفتار اخلاقی می‌گوید، ده فرمان را تکرار می‌کند و مجازات تجاوزات جنسی را شرح می‌دهد.

### قرائت ششم - لاویان ۲۰:۸–۲۲
در قرائت ششم، خداوند به موسی گفت که به بنی اسرائیل مجازاتهای زیر را برای تخلفات آموزش دهد.
قرار شد افراد زیر به قتل برسند:
- هرگاه کسی پدر و مادرش را (حتی بعد از درگذشتشان) دشنام دهد حتماً کشته شود. (چون) پدر و مادرش را دشنام داده کشته شود خونش به گردن خود اوست.[۱]
- اگر مردی با زن عقد شده یعنی با زن همنوعش زنا کند، مرد و زن زنا کننده حتماً کشته شوند.[۲]
- مردی که با زن پدرش همخوابگی کند با ناموس پدرش همخوابگی کرده است هر دو حتماً کشته شوند خونشان به گردن خودشان است.[۳]
- اگر مردی با عروسش همخوابگی کند هر دو کشته شوند. (چون) مرتکب فجور شده‌اند کشته شوند. خونشان به گردن خودشان است.[۴]
- مردی که با مذکری همانند آمیزش با زن همخوابگی کند هردوی آن‌ها حتماً کار زشتی کرده‌اند، حتماً کشته شوند خونشان به‌گردن خودشان است.[۵]
- و (عمل) مردی که زنش و مادرش را بگیرد زشت است و او و آن‌ها را با آتش بسوزانید. در میان شما عمل زشت نباشد.[۶]
- کسی که با چارپا همخواب شود حتماً کشته شود و آن چارپا را (نیز) بکشید.[۷]
- و زنی که به هر چارپایی نزدیک شود تا با او جماع کند آن زن و آن چارپا را بکش.[۸]
- کسی که روح یا روحی آشنا داشت[۹]

افراد زیر باید از مردم خود جدا شوند عبری|כרת):
- مردی که با خواهرش ازدواج کرد و خواهری که با او ازدواج کرد.[۱۰]
- و مردی که با زنی در حال قاعدگی خوابیده و مقاربت کند منبع خون (قاعدگی) او را آشکار کرده و آن زن هم منبع خون (قاعدگی) خود را آشکار ساخته است هر دو از میان قوم خود به مرگ نابهنگام خواهند مرد.[۱۱]

موارد زیر بدون فرزند می‌مردند:
- با خواهر مادرت و خواهر پدرت همخوابگی نکن زیرا کسانی که با خویشاوندان (محارم) خود همخوابگی کنند گناهشان را به گردن خواهند داشت.[۱۲]
- و مردی که با زن عمو یا زن دائی خود همبستر شود با ناموس عمو یا ناموس دائیش همخوابگی کرده است. خطایشان را به گردن خواهند داشت بی‌فرزند خواهند مرد.
- و کسی که زن برادرش را (که بعد از فوت شوهرش بچه‌دار باشد) بگیرد عملش زشت است. با ناموس برادرش همخوابگی کرده است بی‌فرزند خواهند مرد.[۱۳]

تمام قانون‌ها و احکام مرا مراعات نموده آن‌ها را انجام دهید. تا آن سرزمینی که من شما را به آن‌جا می‌آورم که ساکن آن گردید شما را بیرون نریزد.